# Wyoming-Territorium
Das Wyoming-Territorium war ein historisches Hoheitsgebiet der Vereinigten Staaten, das von 1868 bis zum 10. Juli 1890 bestand. Zu dieser Zeit wurde das Territorium als 44. Bundesstaat mit dem Namen Wyoming in die Union aufgenommen.
Das Wyoming-Territorium wurde durch ein am 25. Juli 1868 verabschiedetes Gesetz im US-Kongress geschaffen. Zu dieser Zeit umfasste das Territorium Teile des Dakota-, Idaho- und Utah-Territoriums. Am 10. Juli 1890 wurde Wyoming als 44. Bundesstaat in die Union aufgenommen.

## Vorgeschichte

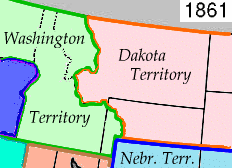
Die nördlichen Rockies nach der Schaffung des Dakota-Territoriums aus dem Nebraska-Territorium. (1861)

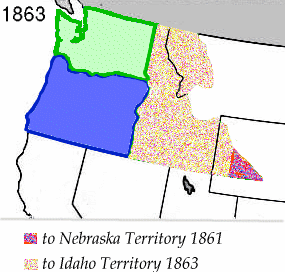
Unterteilung des Washington-Territoriums (1861 und 1863)

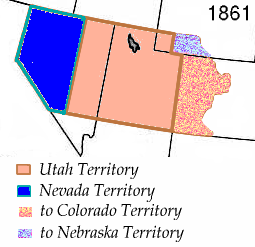
Aufteilung des Utah-Territoriums (1861)

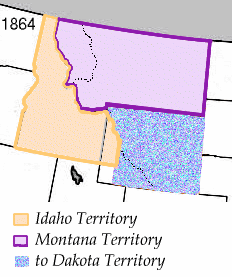
Aufteilung des Idaho-Territoriums (1864)

Wyoming hat aufgrund seiner Lage eine komplexe Geschichte von territorialen Beziehungen. Dies rührt aus der Tatsache, dass Wyoming im Schnittpunkt des Louisiana Purchase, des Oregon Country und der Mexican Cession liegt. Teile des Territoriums, die unter Wyomings Gerichtsbarkeit fielen, entsprechen den heutigen Bundesstaaten Washington, Oregon, Idaho, South Dakota, North Dakota, Nebraska und Utah. Diese Gebiete gehörten vorher den unabhängigen Staaten Großbritannien, Frankreich, Spanien, Mexiko und Texas.
Der Teil des Wyoming-Territoriums östlich der kontinentalen Wasserscheide wurde 1803 durch die Vereinigten Staaten im Louisiana Purchase erworben und 1854 an das Nebraska-Territorium angegliedert. 1861 wurde die nördliche Hälfte des Nebraska-Territoriums, was den nordöstlichen Teil des zukünftigen Wyoming-Territoriums einschloss, Teil des Dakota-Territoriums (links), während der südöstliche Teil bei Nebraska verblieb und einen ausgedehnten "Landzipfel" formte, der die Siedlung Cheyenne einschloss. Dann wurde 1863 das Idaho-Territorium geschaffen. Es umfasste das ganze Territorium der modernen Staaten Idaho, Montana und fast alles von dem modernen Wyoming außer der südwestlichen Ecke.
Der Teil des Wyoming-Territoriums westlich der kontinentalen Wasserscheide und nördlich des 42. Breitengrads war ursprünglich Teil des Oregon County und ab 1848 Teil des geschaffenen Oregon-Territoriums. Als Oregon mit seinen heutigen Grenzen 1859 in die Union aufgenommen wurde, wurde dieses Gebiet Teil des Washington-Territoriums. Allerdings ist der Ostteil 1854 dem Nebraska-Territorium angegliedert worden (rechts). Das Idaho-Territorium umfasste das Land bis 1863.
Die südwestliche Ecke von dem, was das Wyoming-Territorium wurde und südlich des 42. Breitengrads lag, wurde infolge der Mexican Cession von 1848 Teil der Vereinigten Staaten. Der östliche Abschnitt des Gebiets wurde durch die Republik Texas beansprucht. 1851 wurde der Teil des Landes westlich der kontinentalen Wasserscheide Teil des Utah-Territoriums und 1861 des Colorado-Territoriums. Dann wurde das meiste an das Nebraska-Territorium angegliedert (link) und 1863 im Idaho-Territorium zusammengefasst. Eine kleine Ecke von Wyoming blieb bis zu Schaffung des Wyoming-Territoriums 1868 Teil von Utah.
Mit der Schaffung des Montana-Territoriums 1864 wurde der südöstliche Teil des Idaho-Territoriums, was das meiste des modernen Wyoming umfasste, wieder einmal für kurze Zeit Teil des Dakota-Territoriums (rechts), obwohl ein Landstreifen entlang der Westgrenze von dem, was Wyoming werden sollte, beim Idaho-Territorium verblieb.